# Curculio (Plauto)
Curculio è una commedia scritta dall'autore latino Tito Maccio Plauto nel primo decennio del II sec. a.C.
Il titolo italiano di questa commedia è Gorgoglione, dal nome di un vorace parassita del grano.

## Personaggi
In genere nelle commedie di Plauto troviamo uno stesso schema di fondo che comprende personaggi molto simili tra loro, con caratteristiche analoghe a livello psicologico.
Tra questi nel Curculio emergono:
- l'adulescens, in questo caso Fedromo, giovane innamorato che farebbe di tutto per raggiungere il suo scopo: sposare Planesio;
- il parassita, in questo caso Gorgoglione, che incorpora le caratteristiche del servus callidus aiutando il suo padrone Fedromo nel raggiungere il suo scopo servendosi di tranelli;
- il lenone, in questo caso Cappadoce, è il mezzo intermediario per ottenere la mano della ragazza di cui Fedromo è innamorato;
- il soldato, in questo caso Terapontigono[4], è colui che, invaghito della ragazza, subisce una serie di beffe da parte di Gorgoglione, che lo porteranno alla rinuncia dell'amata;
- la fanciulla, in questo caso Planesio, è una cortigiana, oggetto del desiderio sia del giovane che del soldato;
- il servo, in questa commedia Palinuro, che nelle commedie plautine ha un ruolo fondamentale nell'aiutare il padrone, ma che in questa commedia non ricopre questa funzione.

Nel Curculio non è presente la figura del senex libidinosus che rappresenta uno degli antagonisti al compimento del progetto dell'adulescens.

## Trama
Un giovane di nome Fedromo si innamora di una cortigiana di nome Planesio. Questa ragazza è però già promessa a un soldato, Terapontigono, dal suo lenone Cappadoce. Il ragazzo cerca di riscattarla con l'aiuto di Gorgoglione, un astuto parassita, che avrebbe dovuto portargli il denaro necessario, ma che si rivelerà molto più utile. Terapontigono aveva già affidato la somma di denaro con cui avrebbe dovuto pagare la ragazza al banchiere Licone, che avrebbe riconsegnato tale denaro a chi si sarebbe presentato con una lettera sigillata e con l'anello del soldato stesso. Gorgoglione, travestito da soldato, riesce a vincere a dadi l'anello e, dopo aver falsificato la lettera, riscatta Planesio e la consegna a Fedromo. Il soldato adirato cerca di riottenere la ragazza, ma nessuno è disposto ad ascoltarlo. Planesio riconosce però nell'anello del soldato quello che suo padre era solito portare e così facendo scopre che Terapontigono è suo fratello. A questo punto Fedromo può sposare l'amata Planesio, con il consenso del soldato.

### Atto 1 (vv. 1-215)
Personaggi
- Palinuro, Fedromo, Leonessa, Planesio

Palinuro e Fedromo si trovano davanti a un portone, che Fedromo bagna con del vino per attirare l'attenzione della custode Leonessa.
Non appena questa esce, Fedromo cerca di farla ubriacare per poter incontrare la sua amata Planesio. Lo schiavo Palinuro è però contrario a questo atteggiamento del padrone e per questo dissenso viene ripetutamente percosso.
Alla fine dell'atto Fedromo lascia la ragazza promettendole che sarebbe tornato a liberarla.

### Atto 2 (vv. 216-370)
Personaggi
- Cappadoce, Palinuro, Cuoco, Fedromo, Gorgolione

Il lenone Cappadoce e Palinuro si incontrano e, dopo varie imprecazioni, lo schiavo cerca aiuto nel cuoco di Fedromo per interpretare un sogno del lenone stesso. Dopo alcuni accesi scambi di parole, da lontano giunge Gorgoglione, affaticato dopo il lungo viaggio in Caria, per portare notizie a Fedromo del denaro che sarebbe servito per riscattare Planesio. Dopo aver pranzato insieme il parassita spiega al suo padrone che non è riuscito a trovare la somma necessaria, ma che in compenso è riuscito a sottrarre al soldato Terapontigono l'anello, che sarebbe servito per ricevere dal banchiere i soldi utili per il riscatto di Planesio.

### Atto 3 (vv. 371-462)
Personaggi
- Licone,  Gorgoglione,  Cappadoce

Dopo aver preparato la finta lettera, Gorgoglione fingendosi uno schiavo del soldato Terapontigono, di nome Summano, giunge dal banchiere per ritirare i soldi. Quest'ultimo cade nel tranello dell'abile parassita, che con il denaro ottenuto si reca da Cappadoce per ritirare Planesio.

### Atto 4 (vv. 463-590)
Personaggi
- Costumista, Gorgoglione, Cappadoce, Licone, Terapontigono

Tutta la prima scena è occupata dalla figura del costumista che, dopo essersi lamentato con gli spettatori poiché temeva di non riottenere i costumi precedentemente affidati a Fedromo, mostra a tale pubblico i luoghi dove si possono incontrare uomini di ogni sorta. La scena si focalizza poi su Gorgoglione che si reca dal lenone per il ritiro di Planesio, cosa che avverrà con successo.
Nel frattempo Terapontigono giunge dal banchiere per riscattare la somma di denaro dovutagli, ma scopre che essa è già stata ritirata da una persona che si spacciava per un suo schiavo.
Allora il povero soldato si reca da Cappadoce per cercare di trattare con lui la restituzione della ragazza e scopre che è stato proprio Gorgoglione colui che si è fatto beffe di lui, sottraendogli l'anello.

### Atto 5 (vv. 591-733)
Personaggi
- Gorgoglione, Planesio, Fedromo, Terapontigono

Gorgoglione, dopo varie lamentele contro la curiosità di Planesio riguardo all'anello, incontra Terapontigono che, irato per la beffa subita, vuole la ragazza. Fedromo fa da mediatore e permette a Planesio di esaminare meglio l'anello appartenuto al soldato, ma che ora Gorgoglione stava indossando. In questo anello riconosce quello del padre e capisce quindi che Terapontigono è suo fratello.
Il soldato, felice per il ritrovamento della sorella, permette che questa sposi il giovane Fedromo.

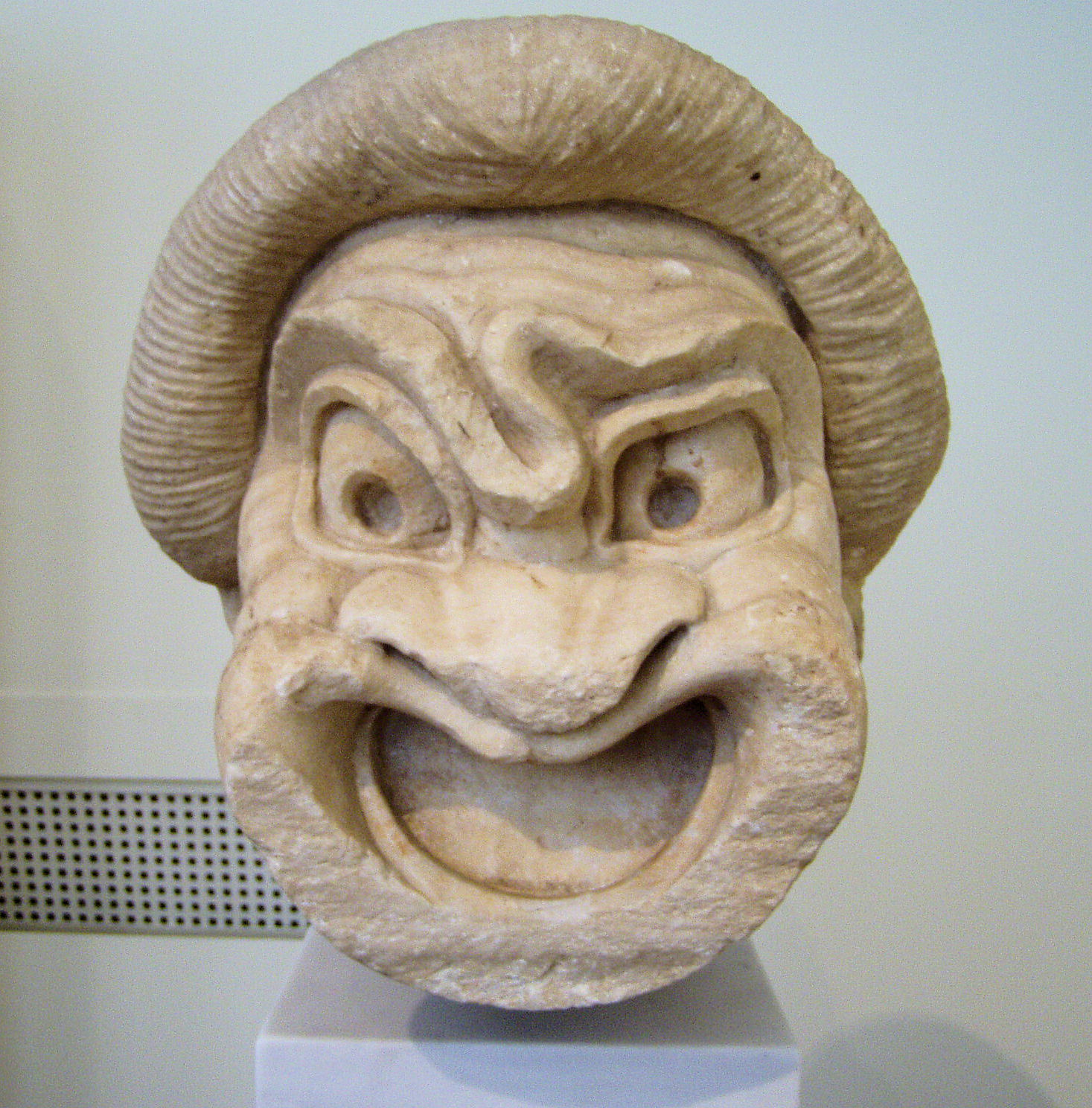
Maschera teatrale

## Argumentum
È un breve riassunto, scritto in versi latini, che precede la commedia. Le lettere iniziali di ogni verso formano la parola Curculio, appunto il titolo dello scritto. Tale riassunto non è stato inserito da Plauto nelle sue commedie, ma da storici successivi che le hanno revisionate.
Licone riconosce il sigillo del soldato non appena lo vede: paga il lenone perché gli mandi l'amica. Il soldato trascina in tribunale Licone e il lenone; lui stesso scopre che la donna della quale era innamorato è sua sorella, pregato da questa la concede in sposa a Fedromo.»

## Ambientazione
Questa commedia è ambientata nella città di Epidauro, nel Peloponneso. Nella commedia si trovano inoltre alcuni riferimenti alla Caria, regione dove Gorgoglione si reca per recuperare i soldi del suo amato padrone (cosa che in realtà non gli riesce).
- Atto I Palinuro e Fedromo si trovano davanti al tempio di Esculapio.
- Atto II La maggior parte dell'atto è ambientata all'esterno della casa di Fedromo. In questo atto è, inoltre, presente un notevole effetto di spaesamento: è infatti nominato il Campidoglio sebbene la scena sia concentrata in Grecia.

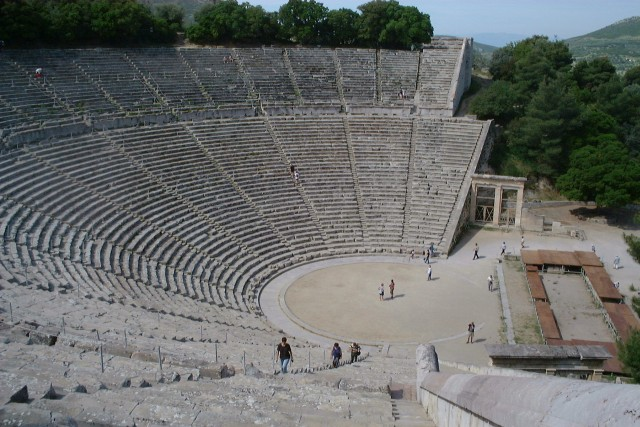
Teatro greco situato ad Epidauro

- Atto III In primo luogo Gorgoglione si trova dal banchiere Licone per discutere della trattativa e successivamente la scena si svolge per le vie di Epidauro.
- Atto IV Si svolge anch'esso dal banchiere Licone, ma ha come protagonista il soldato Terapontigono.
- Atto V Si svolge all'esterno della casa di Fedromo.

## Espedienti comici
Anche in questa commedia come in molte opere plautine è presente la caratteristica beffa, ovvero un atteggiamento che tende ad aggirare un iniziale problema, suscitando ilarità da parte del pubblico. In questa commedia il qui pro quo consiste nello scambio di persona, derivante dal travestimento di Gorgoglione in un presunto servo di Terapontigono, di nome Summano, per imbrogliare così il banchiere Licone ed ottenere il denaro necessario al riscatto della ragazza.

## Rottura dell'illusione scenica
La rottura dell'illusione scenica è appunto una rottura del legame che intercorre tra il pubblico e gli attori in una rappresentazione teatrale e che rende gli spettatori partecipi di una finzione comune del teatro, che diverte entrambe le parti. Un particolare tipo di questa rottura è il metateatro, il "teatro nel teatro", cioè un teatro in cui gli attori parlano di esso dentro la commedia. 
Alcuni esempi di rottura dell'illusione scenica nella commedia si hanno negli atti IV e V:
- Nel primo il costumista si rivolge agli spettatori e si lamenta con essi riguardo ai vestiti consegnati agli attori, in quanto preoccupato di non riuscire a riaverli indietro. A questo punto compie una digressione sui tipi di uomini che si possono incontrare nella città, indicandone i luoghi nei quali si recano quotidianamente:

Accidenti, Fedromo ne ha trovato proprio uno bravo a raccontare tutte queste storie. Non so dire se sia più un furfante o un gran bugiardo. Ho paura di non riuscire a recuperare i costumi che ho affittato; a dire il vero non ho niente a che spartire con lui: io li ho consegnati a Fedromo. Tuttavia terrò gli occhi aperti. Mentre aspetto che esca fuori, vi mostrerò dov'è che potete incontrare facilmente uomini di ogni sorta, così nessuno dovrà fare troppa fatica se vorrà incontrarne qualcuno pieno di vizi o privo di vizi, onesto o disonesto. Se c'è qualcuno che vuole incontrarne uno spergiuro, vada all'Assemblea. O se volete incontrare un bugiardo e un millantatore provate il tempio di Venere Cloacicate, cercate presso la Basilica per ricchi mariti dalle mani bucate. Sempre là ci saranno prostitute stagionate e i grandi uomini d'affari, presso il mercato del pesce membri delle società culinarie. Nella parte più bassa del foro camminano tizi rispettabili e ricchi, nella parte media vicino al canale quelli che si mettono in mostra. Sopra il lago la gente presuntuosa, chiacchierona e malevola che spudoratamente dice male degli altri senza motivo, mentre sono loro ad avere mille difetti, questi da criticare veramente. Sotto le vecchie botteghe, ci sono quelli che danno e prendono in prestito con l'interesse. Dietro il tempio di Castore, ci sono quelli a cui si fa male a dar subito fiducia. Nel vicolo etrusco ci sono quelli che si mettono in vendita. Nel Velabro il fornaio, il macellaio, l'indovino, quelli che si voltano essi stessi o che offrono agli altri dove voltarsi. Un rumore alla porta, sarà bene che freni la mia lingua... 

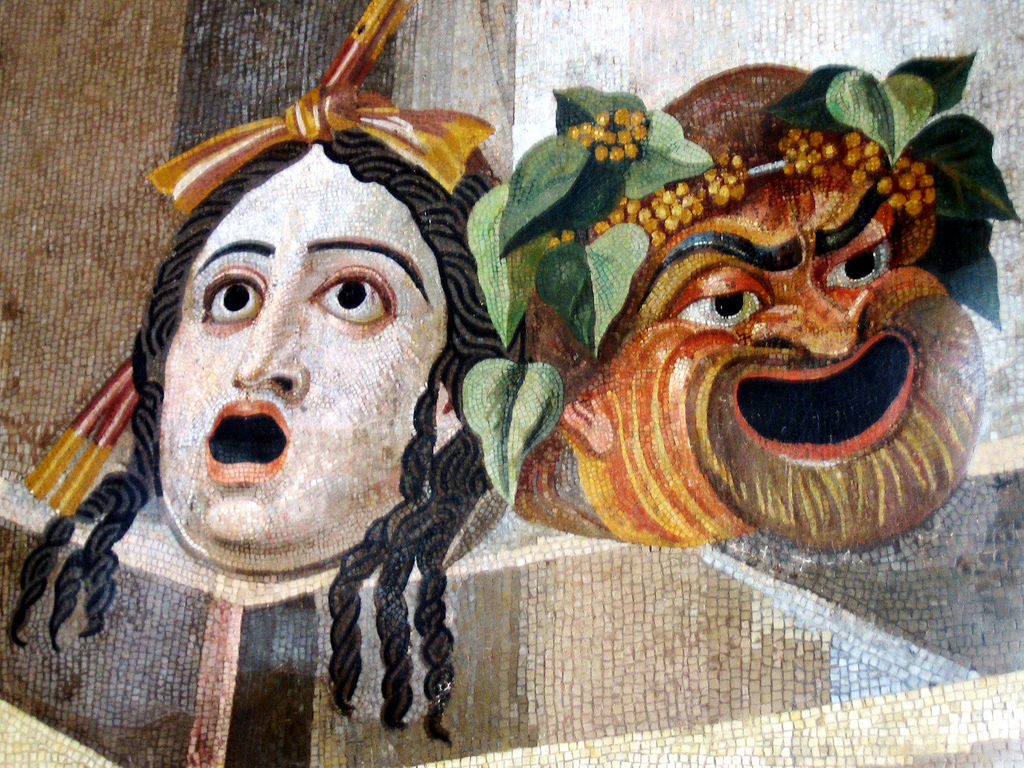
Mosaico del I sec. a.C. raffigurante maschere tragiche romane

- Nella prima scena del secondo atto preso in considerazione, anche Gorgoglione si rivolge al pubblico recriminando il fatto che Planesio pretenda di poter osservare con meticolosità l'anello del quale costui si era precedentemente impossessato.

 Ho sentito che un vecchio poeta del passato ha scritto in una tragedia che due donne sono peggio di una. Ed è così. Ma peggio di questa amichetta di Fedromo non ne ho vista né sentita nessuna, né ce n'è alcuna che si possa descrivere o immaginare peggiore di lei. Ha visto che avevo questo anello e mi ha chiesto come l'ho avuto. «Perché me lo domandi?» «Perché devo». Mi rifiuto di dirglielo. Allora mi prende la mano a morsi per strapparmelo. A malapena riesco a liberarmi e a scappare. Lungi da me questa strega!

## Rapporti con i modelli greci
Plauto, spesso e volentieri, ha ripreso e riadattato commedie greche, aggiungendo, ove ritenesse necessario, nuove scene e nuovi personaggi, conservando però l'ambientazione in Grecia. Le sue commedie sono, quindi, dette palliate, ovvero si svolgono ad Atene.
Così facendo l'autore poteva attribuire espressioni e comportamenti deplorevoli ai Greci, così da salvare la faccia ai suoi concittadini Romani. Inoltre Plauto nelle sue commedie si faceva gioco delle usanze greche e non perdeva occasione di schernirle: per esempio nella terza scena del secondo atto del Curculio, Gorgoglione nella sua corsa frenetica verso il padrone insulta quei Greci che ostacolavano il suo cammino, poiché questi si trovavano di fatto in mezzo alla strada.

## Rielaborazione della commedia
- nel 2006, traduzione e adattamento di Michele Di Martino con gli attori del Laboratorio Teatrale di Sarsina, regia di Beppe Arena[16];
- nel 1993, prodotto da INDA, regia di Giancarlo Sammartano[17], rappresentato nel comune di Palazzolo Acreide;
- il 3 luglio 1993, l'opera teatrale Curculio ha aperto la rassegna del Teatro Antico di Segesta.